# Église Saint-André de Rosnay
Pour les articles homonymes, voir Église Saint-André et Saint André.
L'église Saint-André de Rosnay est une église catholique française. Elle est située sur le territoire de la commune de Rosnay, dans le département de l'Indre, en région Centre-Val de Loire.

## Situation
L'église se trouve dans la commune de Rosnay, à l'ouest du département de l'Indre, en région Centre-Val de Loire. Elle est située dans la région naturelle de la Brenne. L'église dépend de l'archidiocèse de Bourges, du doyenné du Val de Creuse et de la paroisse de Saint-Gaultier.

## Histoire
L'église fut construite au XVe siècle. L'édifice est inscrit au titre des monuments historiques, le 14 janvier 1994.